# Corabie vikingă

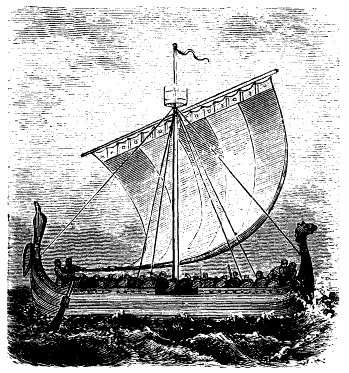
Corabie vikingă

Corabia vikingă  (drakkar) definește tipul de corabie din Europa de Nord în perioada vikingilor (800 - 1100). Aceste corăbii au fost construite și după perioada de dominație vikingă, fiind corăbii iuți care puteau naviga independent de vânt, având și vâsle, pe lângă  velatură.
Termenii legați de navigație și de drakkar-urile vikinge proveniți din vechile saga sunt prezentați și discutați în lucrarea filologului norvegian Hjalmar Falk⁠(en)[traduceți] din 1912.
Un drakkar de dimensiuni excepționale a fost nava de război a lui Olav Tryggvason⁠(en)[traduceți] (rege al Norvegiei între anii 995 – 1000), Ormrinn langi⁠(en)[traduceți] („Șarpele lung”), care avea 34 de perechi de vâsle.
Echipajul corăbiei (numit: „skipssögn”, „skipshöfn„, „sveit”, „skipverjar”, sau „skiparar”) avea în fruntea sa un căpitan sau comandant, numit „stýrimaður”, „skipstjórnamaðr”, „skipdróttinn”, sau „skipherra”. La navele de război acesta trebuia să fie necăsătorit și avea puteri nelimitate, el fiind numit direct de către rege. Vâslașii erau numiți „hásetar”, sau „hömlumenn”; în funcție de necesități aceștia mânuiau și velele sau asigurau paza navei.
Pe navele comerciale existau și pasageri, iar căpitanul nu avea puteri nelimitate pe corabie.
Echipajul era alcătuit din 12 până la 20 de persoane, la care se adăugau vâslașii care erau în medie 13 persoane. Locurile de dormit „rúm” (circa 3-4 locuri) se aflau sub punte.